# 施韦克斯豪森
施韦克斯豪森（德語：Schweickershausen）是德国图林根州的市镇，隶属于希尔德布格豪森县。总面积为9.75平方千米，截至2023年12月31日总人口为162人。